# 德雷珀 (犹他州)
德雷珀（英語：Draper）是美国犹他州盐湖县下属的一座城市。建市于1849年，面积大约为30.1平方英里（78平方公里），海拔约为4,505英尺（1,373米）。根据2010年美国人口普查，该市有人口42,274人。